# San Juan de San Fiz

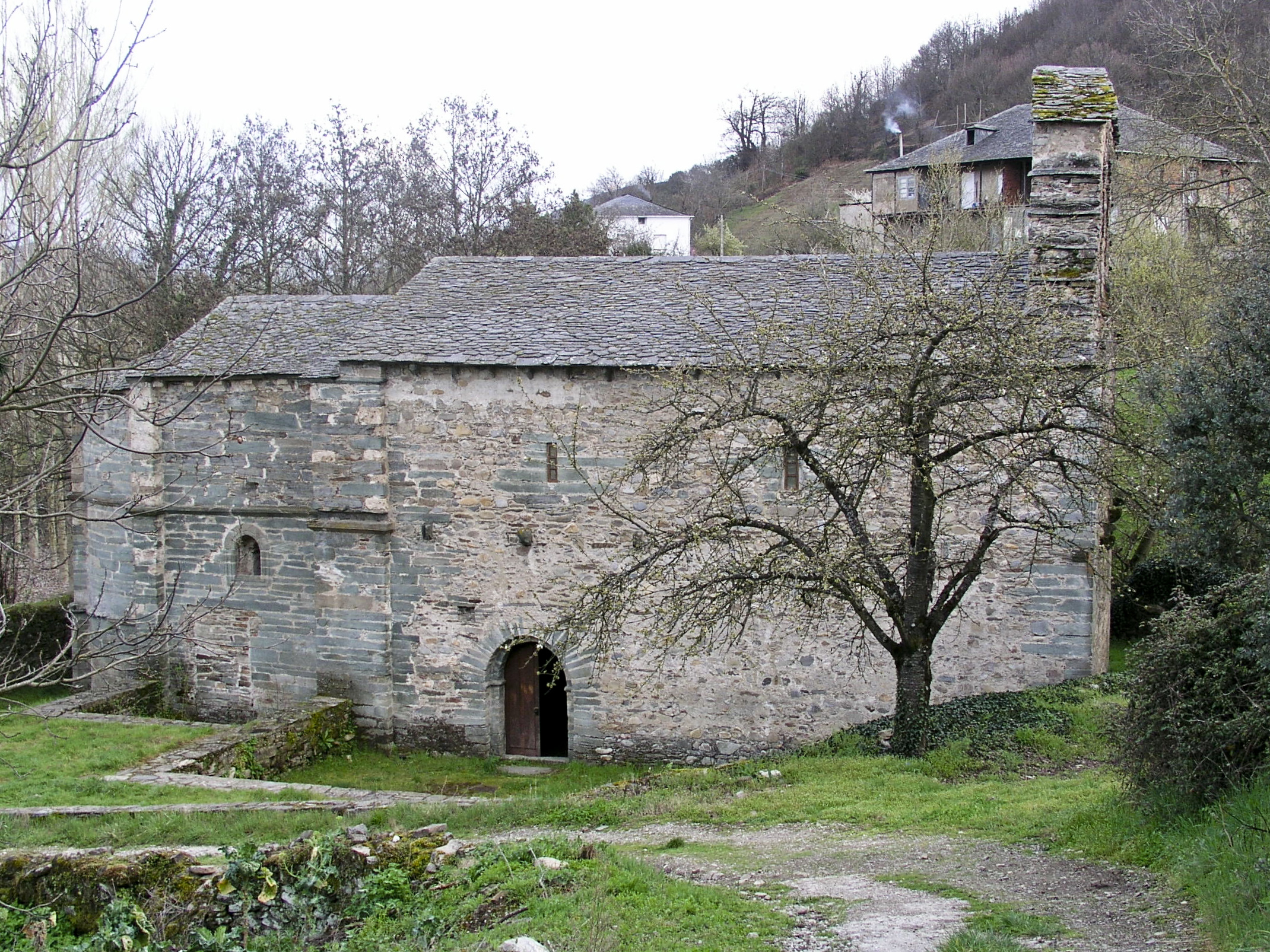
San Juan de San Fiz

San Juan de San Fiz (San Fiz de Viso) är en kyrka i den spanska kommunen Villafranca del Bierzo i Léonprovinsen. Den är en romansk kyrka från slutet av 1100-talet eller början av 1200-talet, då den fick sitt första namn ”San Fiz”.
Kyrkan ligger intill vägen mellan Villafranca del Bierzo och det lilla samhället Corullón. Kyrkan ansluter till Jakobsleden. Den är byggd av sillarejo de pizarra.
Altarrummet är rakt och kyrkan har en halvcirkelformat absid. De skiljs åt genom en halvcirkelformad båge som stöds av två kontraforter. Absiden i sin tur, har fyra pelare.
Takutsprånget är litet med kornischer över enkla medaljonger, några utarbetade med växtteman.
Huvudporten i söder sticker ut utanför kyrkväggen och har en halvcirkelformad båge med skulpterade valvbågar och ett huvud i slutstenen. Dessa stöder på två pelare med bladkapitäl och enkla skaft. Porten i norr har en enkel halvcirkelbåge och förbinder kyrkan med kyrkogården.
Arkeologiska utgrävningar på platsen har visat rester av en tidigare romansk kyrka. Under altarrummet finns kraftiga murar, rester av sannolikt en vattencistern. Vägg och golv i den äldre kyrkan var murade med opus signinum. Interiören till den äldre kyrkobyggnaden användes som begravningsplats, förmodligen under sen medeltid.
Undersökningar av kyrkan påbörjades 1987. Marknivån runt kyrkan var då högre än då den användes. Norra portens tröskel var täckt av en meters fyllnadsmassor, och byggnaden var i stort förfall. 1982 förklarades kyrkan var av kulturintresse (Bien de Interés Cultural).

## Bildgalleri

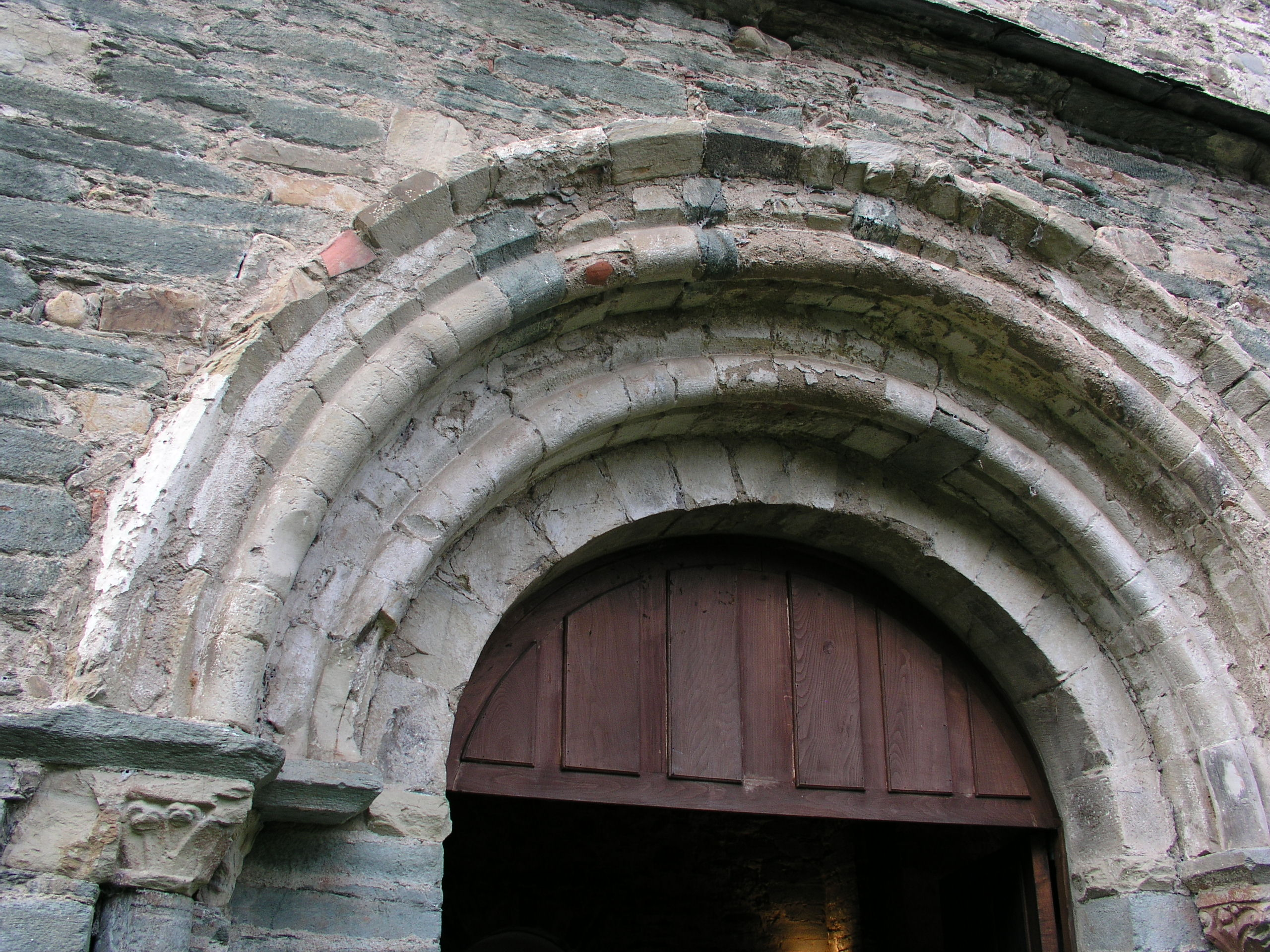
Portal i enkel halvcirkelbåge
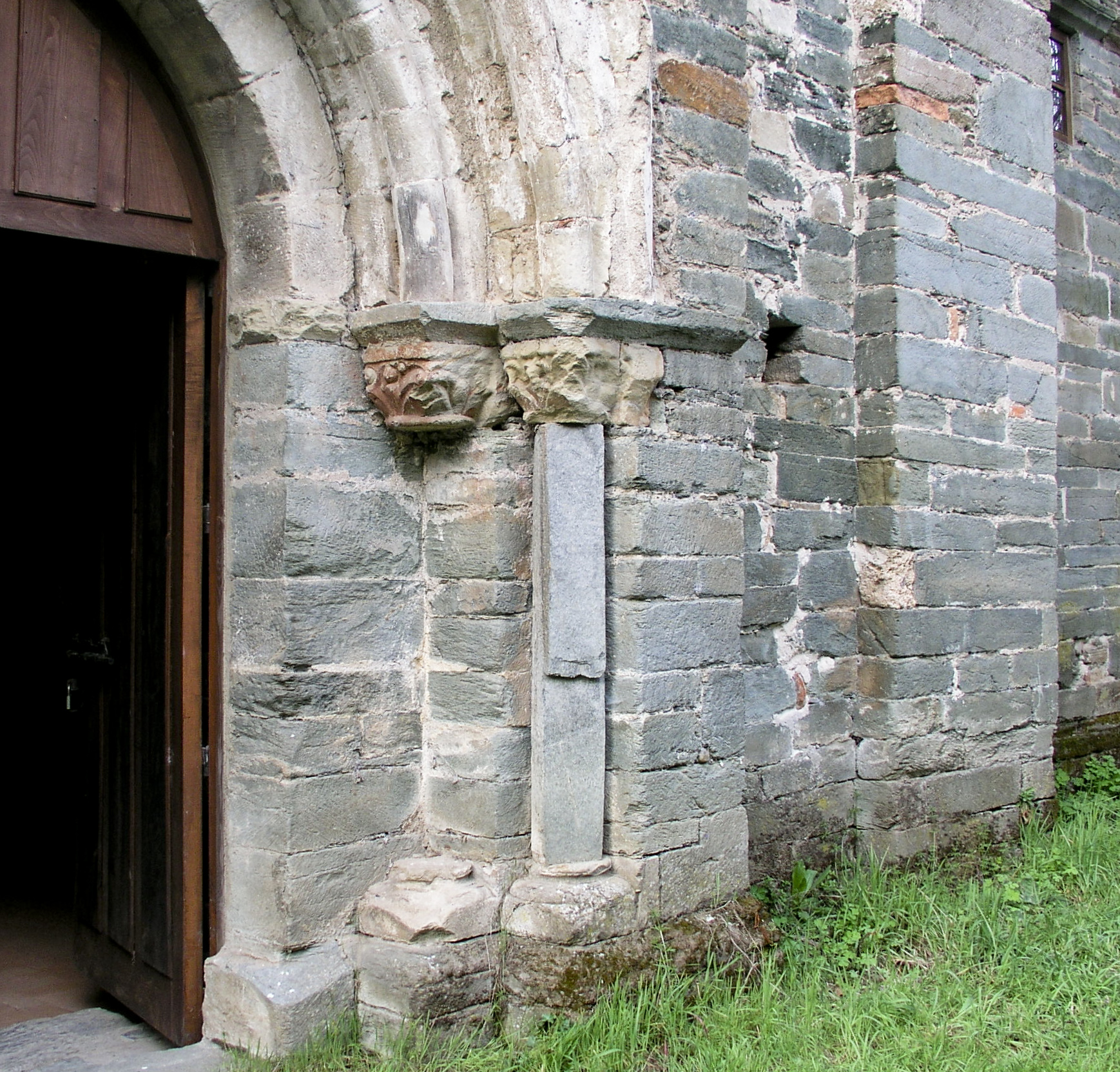
Kapitäl och pelare
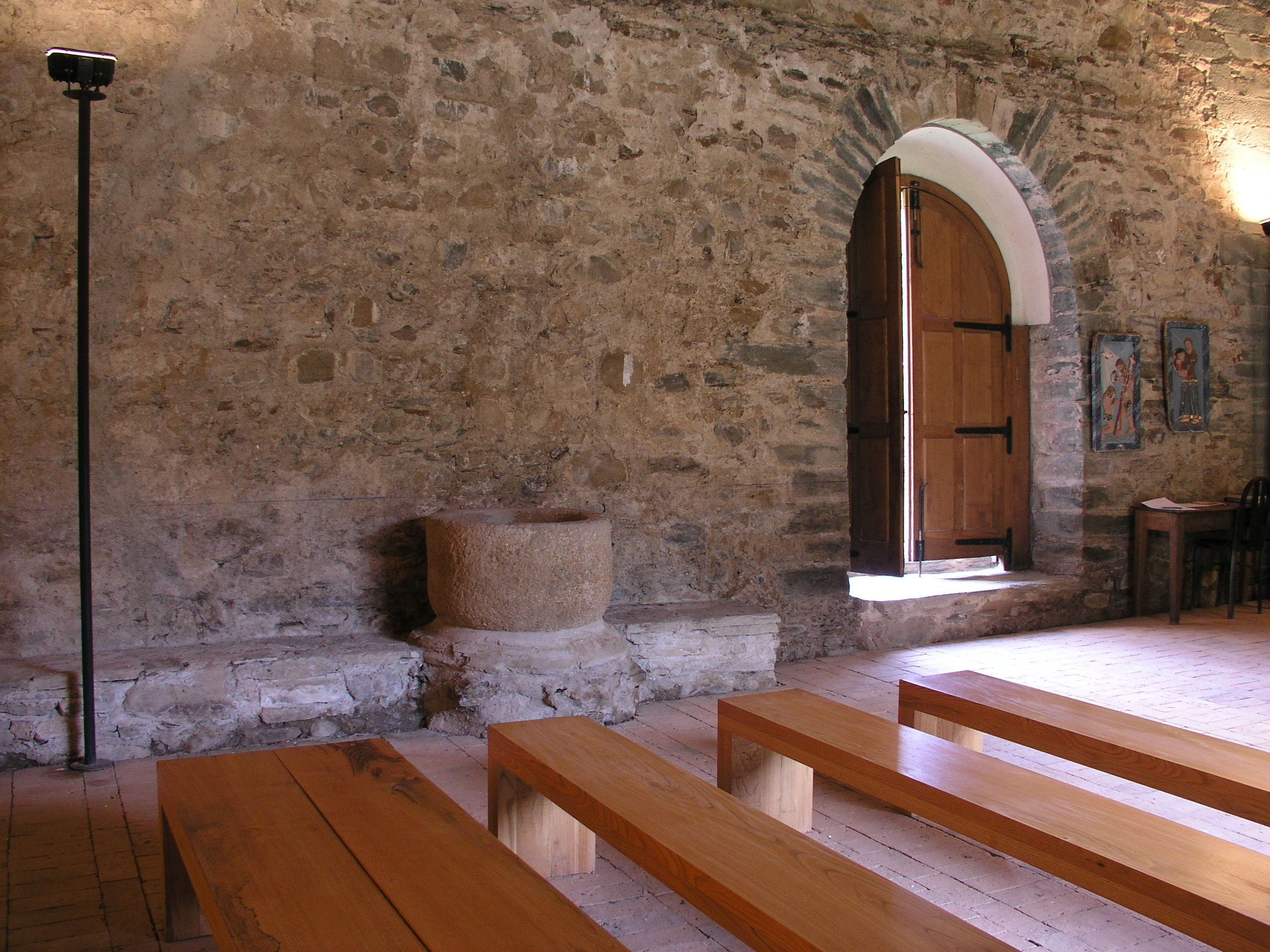
Kyrkorummet
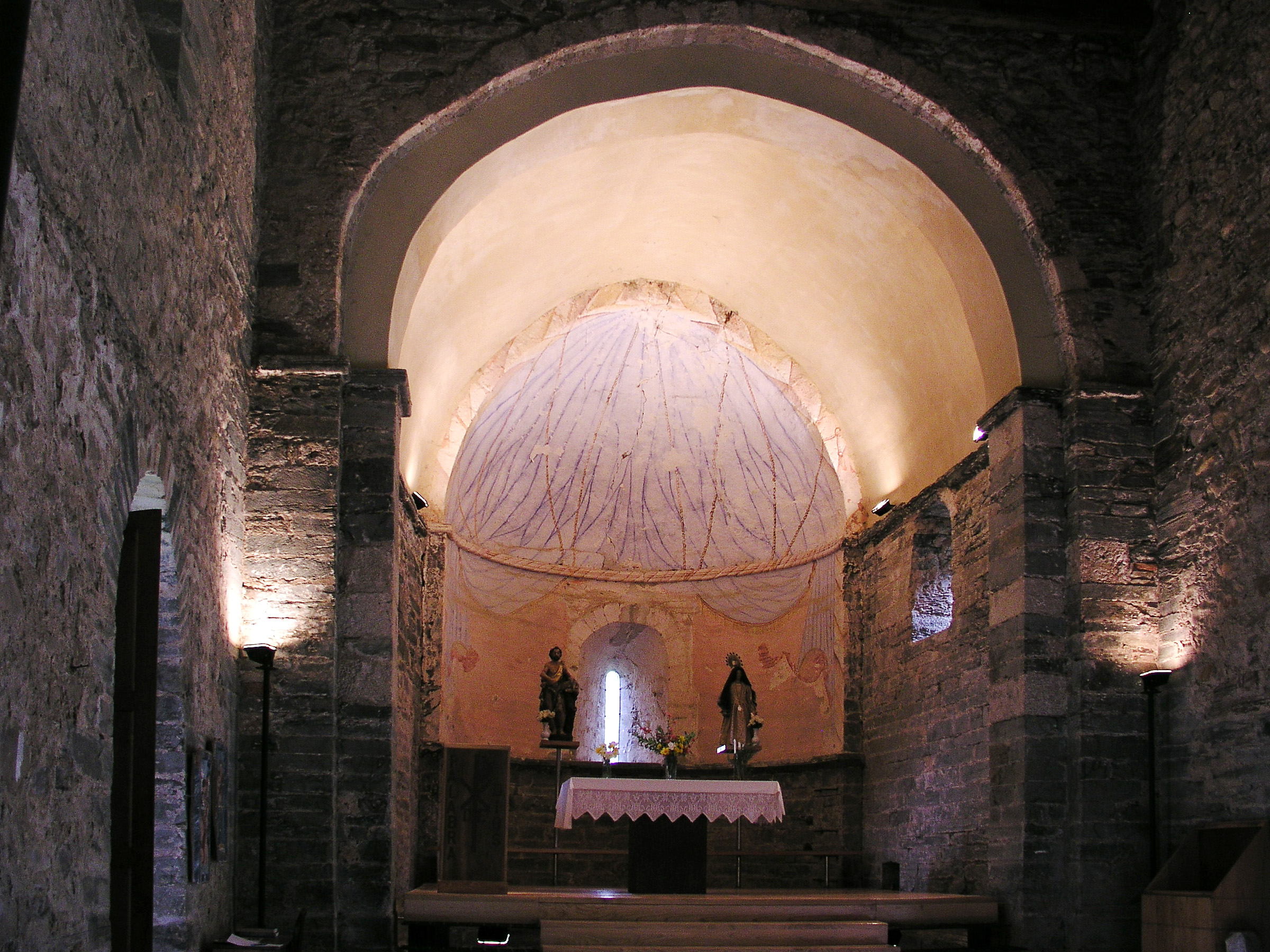
Altaret och absiden
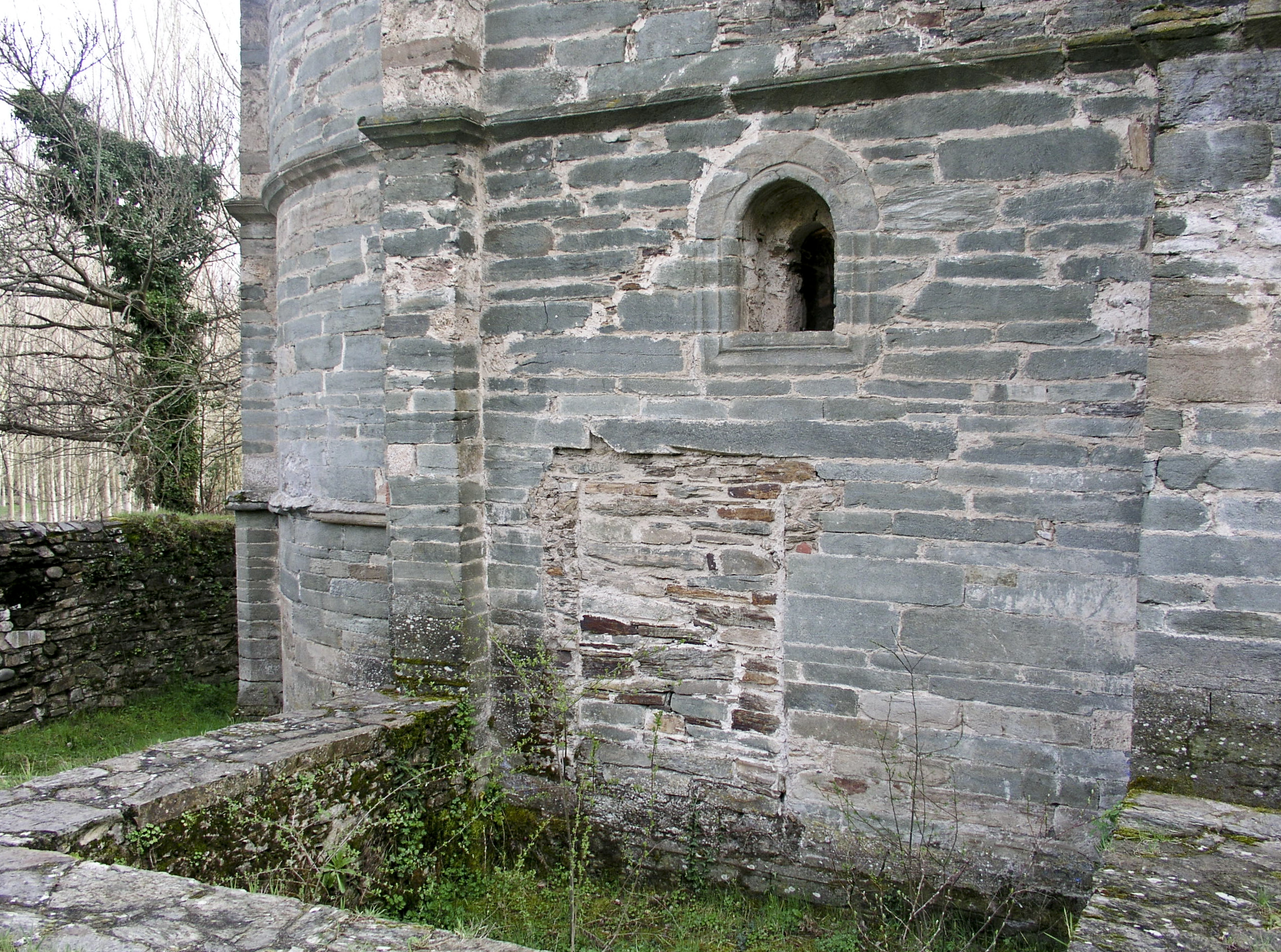
Kyrkväggen vid absiden
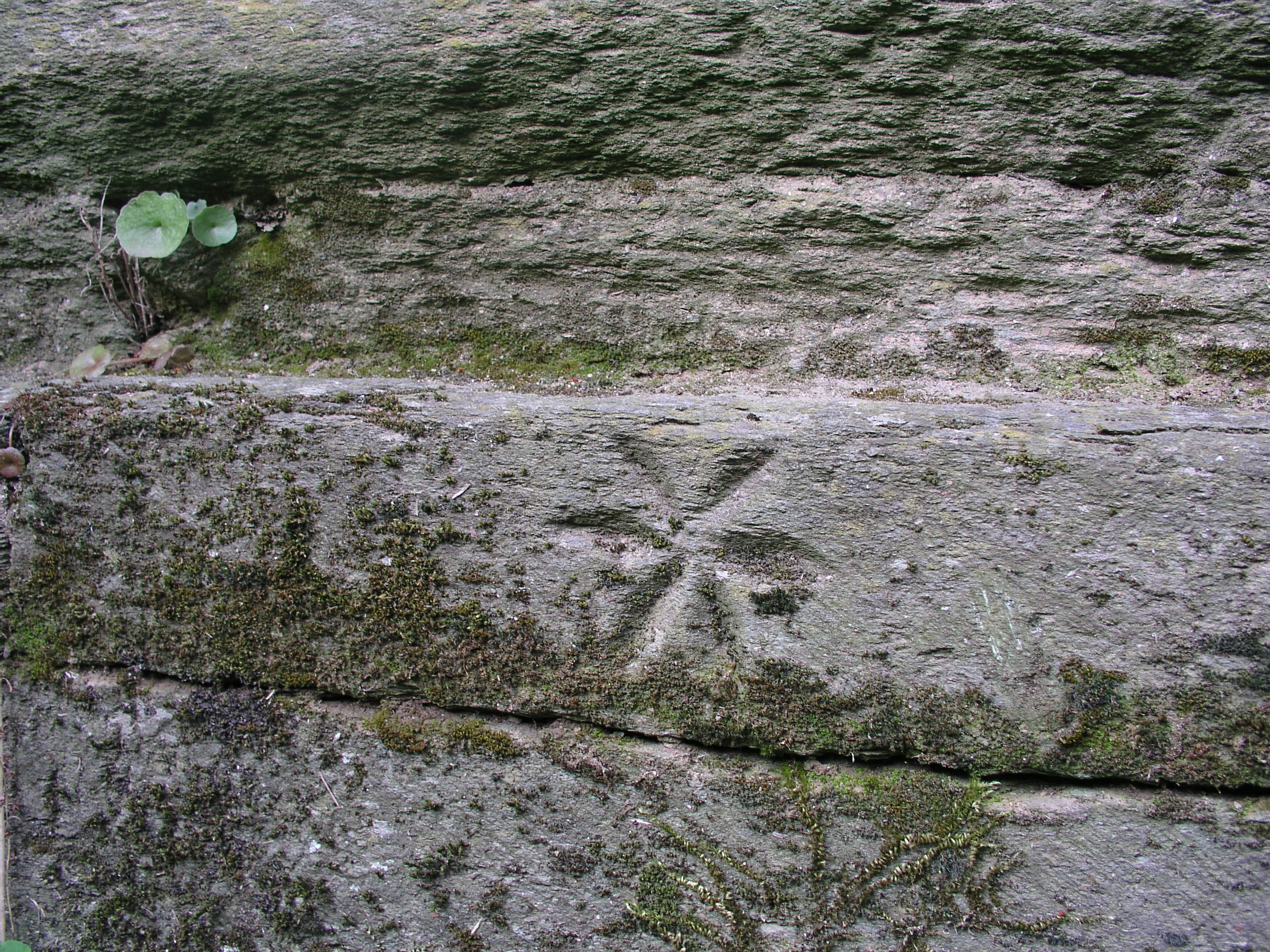
Stenmästarens märke
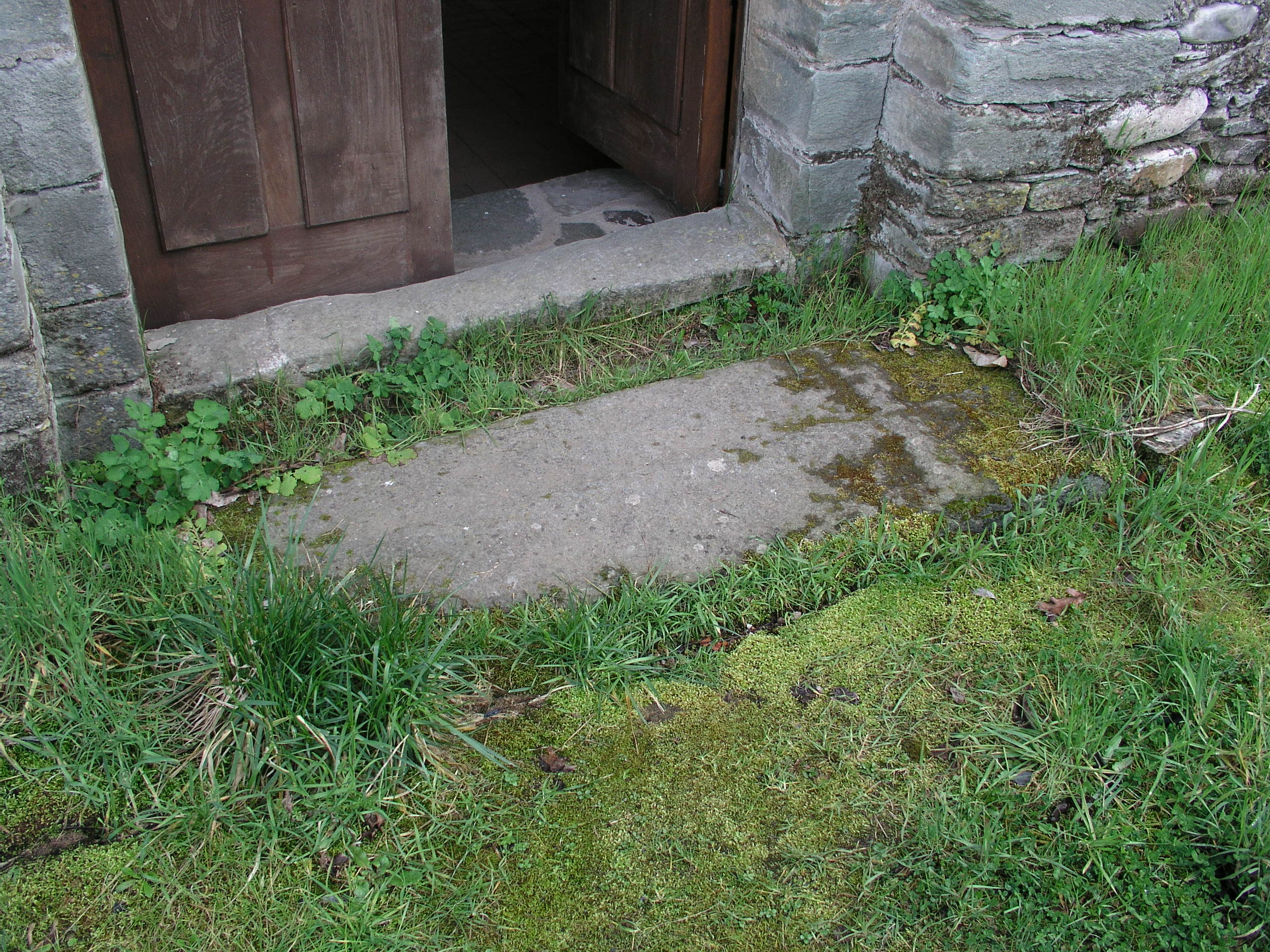
Gravsten med kors i relief, som tröskel

42°36′7.21″N 6°49′10.16″V / 42.6020028°N 6.8194889°V